# O Menu
The Menu (prt/bra: O Menu) é um filme de terror e humor negro americano dirigido por Mark Mylod e produzido por Adam McKay e Betsy Koch através de sua produtora Hyperobject Industries. É estrelado por Anya Taylor-Joy e Nicholas Hoult como um jovem casal que viaja para uma ilha remota para comer em um restaurante exclusivo dirigido por um chef misterioso, interpretado por Ralph Fiennes. Hong Chau, Janet McTeer, Judith Light e John Leguizamo também estrelam. Foi lançado em 18 de Novembro de 2022, pela Searchlight Pictures.

## Enredo
Tyler Ledford e sua namorada Margot Mills viajam de barco para Hawthorn, um restaurante exclusivo em uma ilha particular operado pelo Chef celebridade Julian Slowik. Os outros convidados são a crítica gastronômica Lillian Bloom e seu editor Ted; os frequentadores ricos Richard e Anne Leibrandt; o astro de cinema fracassado George Diaz e sua assistente pessoal Felicity Lynn; os parceiros de negócios Soren, Dave e Bryce; e a mãe alcoólatra de Slowik, Linda. O grupo faz um tour pela ilha com o maître Elsa, que observa que Margot não seria a convidada designada de Tyler.
O jantar começa com Slowik apresentando uma série de pratos, durante os quais ele entrega monólogos cada vez mais perturbadores. Para o terceiro prato, verdades incômodas sobre cada convidado são expostas por meio de imagens impressas a laser em tortilhas. Durante o quarto prato, o subchefe Jeremy comete suicídio. Quando Richard tenta sair, a equipe corta seu dedo anelar esquerdo como um aviso para que os convidados fiquem. Insatisfeito com as tentativas do investidor anjo Doug Verrick de se envolver na gestão de Hawthorn, Slowik faz com que ele seja afogado na frente dos convidados. O quinto prato começa com Slowik se permitindo ser esfaqueado por Katherine, uma funcionária que ele havia assediado sexualmente. As convidadas jantam com Katherine enquanto os homens têm a chance de escapar da ilha por meio de um jogo de esconde-esconde, mas a equipe de Slowik pega todos eles. Quando Lillian tenta ganhar o favor de Katherine oferecendo ajuda para abrir seu próprio restaurante, Katherine revela que foi ela quem sugeriu matar os convidados e a equipe.
Slowik explica que cada convidado foi escolhido porque contribuiu para que ele perdesse sua paixão por seu ofício ou porque ganha a vida explorando o trabalho de artesãos de alimentos como ele. Ele anuncia que todos estarão mortos no final da noite. Como a presença de Margot não foi planejada, Slowik lhe dá em particular a escolha de morrer com a equipe ou com os convidados. Quando ela hesita, ele escolhe a equipe. Margot revela que é uma acompanhante chamada Erin, cujos clientes incluíam Richard, a quem ela parou de conhecer porque ele a contratou para fingir ser sua filha. Slowik revela que Tyler foi informado de que os convidados seriam mortos. Apesar disso, ele estava tão zeloso em participar do ofício de Slowik que manteve isso em segredo e contratou Margot para substituir sua ex-namorada porque Hawthorn não acomoda clientes solitários. Slowik convida Tyler para cozinhar e sua performance não corresponde às suas pretensões. Slowik o humilha detalhando seus erros culinários, então sussurra em seu ouvido, e um Tyler desanimado sai da cozinha.
Slowik pede para Margot ir ao defumadouro e pegar um barril necessário para a sobremesa. Ao sair da cozinha, ela descobre que Tyler se enforcou em um armário. No caminho, Margot entra furtivamente na casa de Slowik, onde é atacada por uma Elsa ciumenta. Após uma briga, Margot a esfaqueia fatalmente. Depois de ver um prêmio de funcionário do mês emoldurado mostrando Slowik como um cozinheiro jovem e feliz preparando hambúrgueres em um restaurante de greasy spoon, Margot encontra um rádio, pede ajuda e retorna ao restaurante com o barril. Um oficial da Guarda Costeira chamado Dale chega. Depois que os convidados se convencem de que foram salvos, Dale se revela um cozinheiro disfarçado e retorna à cozinha.
Margot confronta Slowik por sua culinária "sem amor" e reclama que ainda está com fome. Quando ele pergunta o que ela gostaria, Margot pede um cheeseburger e batatas fritas preparadas sem a pretensão de uma refeição requintada. Slowik encontra alegria em atender pessoalmente sua refeição. Depois de uma mordida, Margot elogia a comida e pede para levá-la "para viagem". Slowik permite que ela saia, e Margot escapa no barco da Guarda Costeira atracado nas proximidades.
A sobremesa é um prato de s'more elevado para o qual a equipe decora o restaurante com molhos e biscoitos graham triturados, depois veste os convidados com estolas de marshmallow e fezzes de chocolate. Slowik incendeia o restaurante, detonando o barril e matando os convidados, a equipe e a si mesmo. Margot observa o fogo do barco, come seu cheeseburger e limpa a boca com uma cópia do menu.

## Elenco
- Anya Taylor-Joy como Margot
- Nicholas Hoult como Tyler
- Ralph Fiennes como Chef Slowik
- Houng Chau como Elsa
- Janet McTeer como Lillian Bloom
- Judith Light como Anne
- John Leguizamo como Estrela de cinema
- Reed Birney como Richard
- Rob Yang como Bryce
- Aimee Carrero como Felicity
- Paul Adelstein como Editor de Lilian
- Arturo Castro como Soren
- Mark St. Cyr como Dave
- Rebecca Koon como Linda
- Peter Grosz como Sommelier

## Produção
Em Abril de 2019, foi anunciado que Emma Stone e Ralph Fiennes estrelariam The Menu, com Alexander Payne como diretor. Em Dezembro, o roteiro apareceu na Black List anual, uma pesquisa que mostra os filmes mais populares ainda em desenvolvimento.
Em Maio de 2020, a Searchlight Pictures detinha os direitos de distribuição, e Payne e Stone deixaram o filme devido a conflitos de agenda, com Mark Mylod substituindo Payne como diretor.
Em Junho de 2021, Fiennes voltou ao elenco, com Anya Taylor-Joy em negociações para substituir Stone. Ela seria confirmada no próximo mês, além de Hong Chau e Nicholas Hoult se juntarem ao elenco. John Leguizamo, Janet McTeer, Judith Light, Reed Birney, Rob Yang, e Aimee Carrero se juntariam em Setembro. Em Outubro, Paul Adelstein, Arturo Castro, Mark St. Cyr, Rebecca Koon e Peter Grosz foram confirmados como parte do elenco.
As filmagens começaram em 3 de setembro de 2021, em Savannah, Geórgia, com o diretor de fotografia Peter Deming. Christopher Tellefsen é o editor do filme.

## Lançamento
O filme foi lançado nos cinemas norte-americanos em 18 de novembro de 2022 pela Searchlight Pictures. Em Portugal e no Brasil, foi lançado em 1 de dezembro de 2022.

## Recepção

### Bilheteria
O Menu arrecadou US$ 38,5 milhões nos Estados Unidos e Canadá, e US$ 41,1 milhões em outros territórios, totalizando US$ 79,6 milhões em todo o mundo.

### Resposta da crítica
No Rotten Tomatoes, 88% das 314 resenhas dos críticos são positivas, com nota média de 7,5/10. O consenso do site diz: "Embora seu comentário social dependa de ingredientes básicos, The Menu serve comédia negra com muito sabor". O Metacritic, que usa uma média ponderada, atribuiu ao filme uma pontuação de 71 em 100, com base em 45 avaliações, indicando "críticas geralmente favoráveis".